# Place d’Armes (Metz)

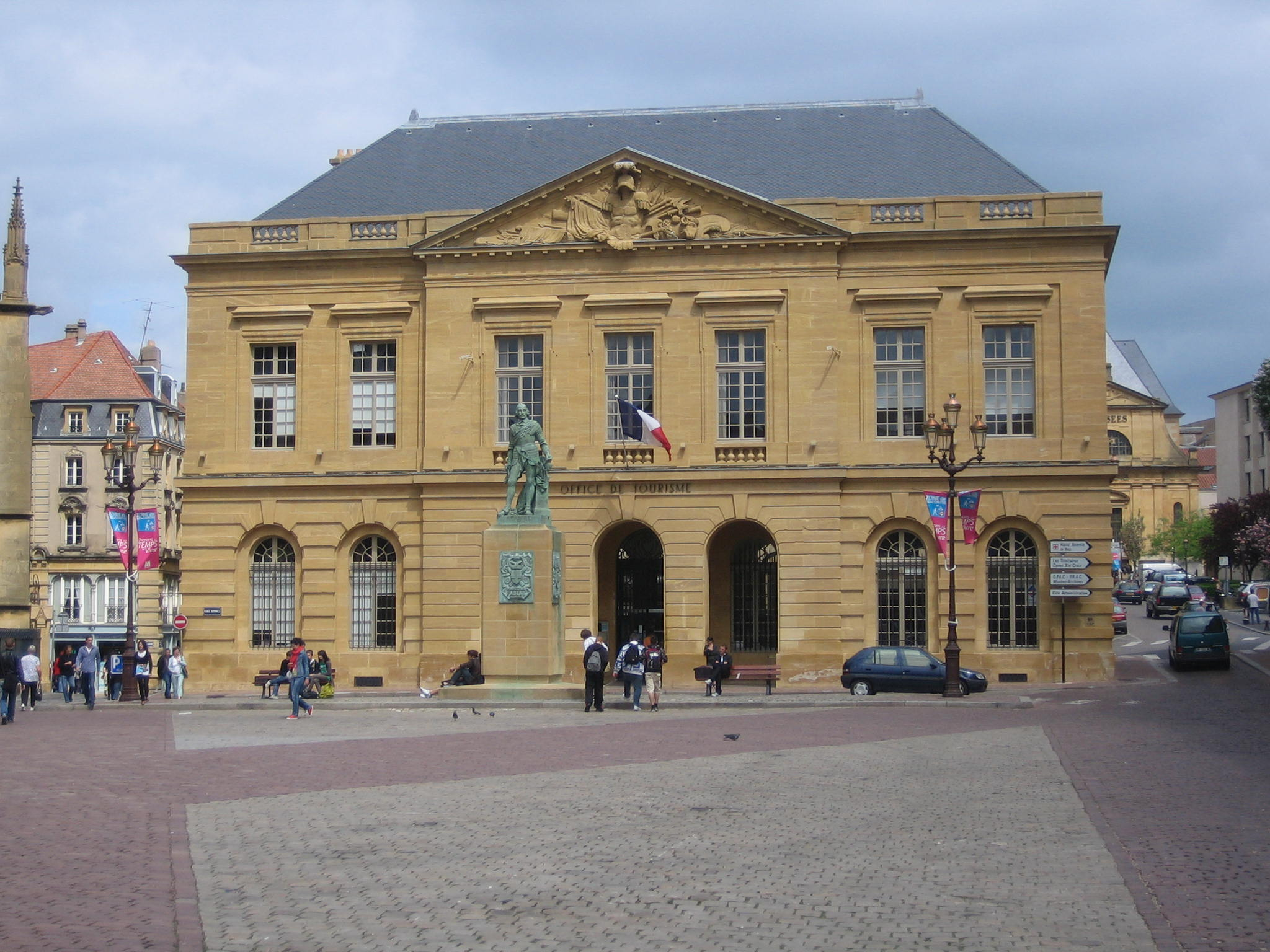
Die alte Hauptwache an der Place d’Armes

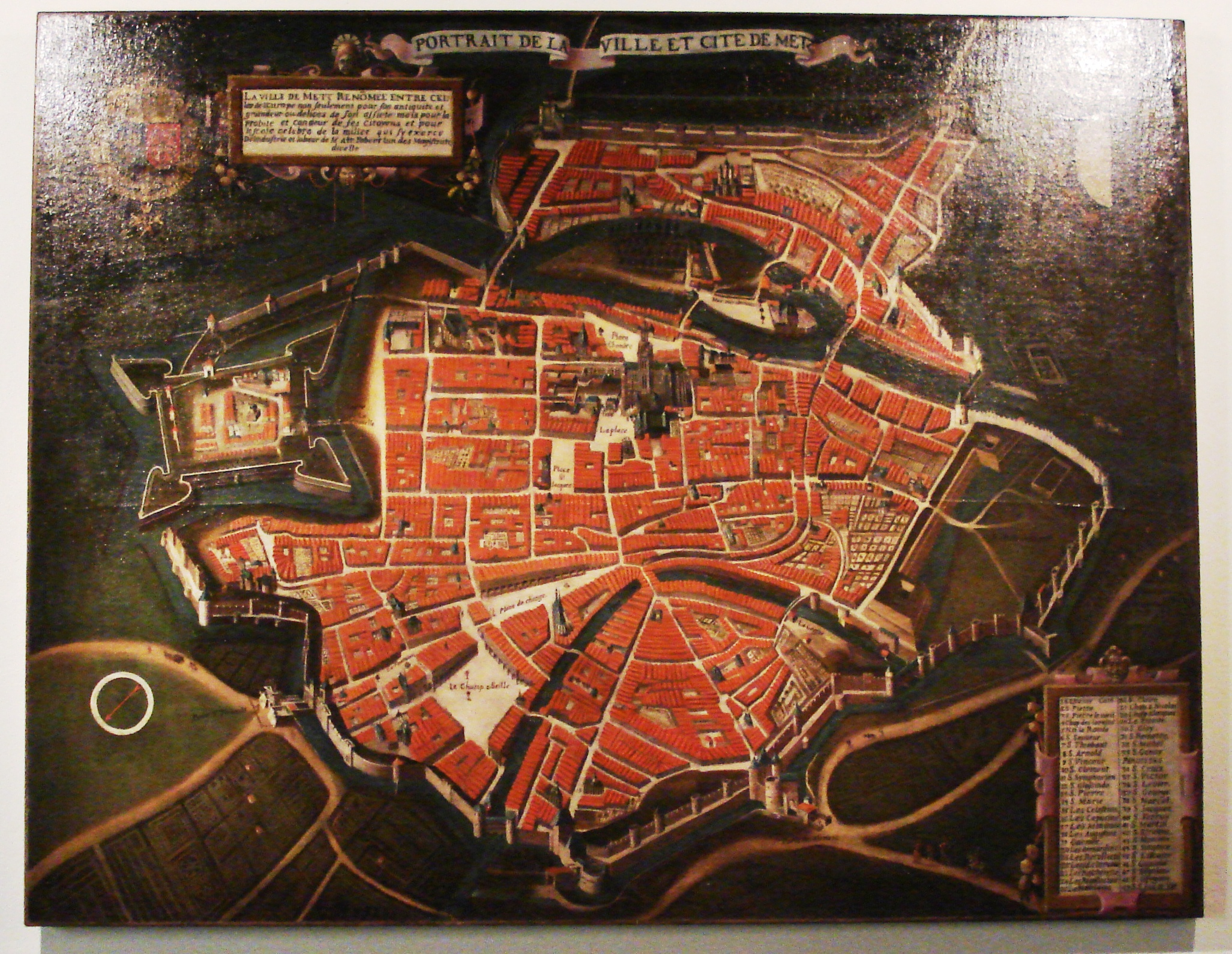
Plan von Metz, Mitte Paradeplatz

Die Place d’Armes ist der Paradeplatz der Garnisonsstadt Metz. Der gepflasterte, rechteckige Platz liegt zwischen Stephansdom und Rathaus. Er ist bedeutendes Zeugnis urbanen Lebens des achtzehnten Jahrhunderts und wurde von Jacques-François Blondel im Rahmen der Rathausgestaltung als Zentrum der Gewalten entworfen. Der Platz ist heute der urbane Mittelpunkt für Festlichkeiten und Versammlungen aller Art, das symbolische Herz der Stadt.

## Geschichtliche Hintergründe – die vier Gewalten

### Fürstbischöfliche Gewalt im Bistum Metz
Die gotische Kathedrale von Metz, als Bischofskirche, symbolisierte seit jeher das geistige und religiöse Zentrum der Stadt und des Bistums. Der Bischof von Metz hatte die Oberhoheit über die Grafschaft Metz und seit 1065 auch über die Grafschaft Saarbrücken. Die  Selbstständigkeit der Stadt Metz ab dem Jahr 1189 und der Verlust der Grafschaft Dagsburg reduzierten den Einfluss des Bischofs erheblich. Bischof Bertram, der mit Hilfe des Kaisers sein Episkopat erlangte, formulierte eine Charta genannt Grand Atour de Metz mit der er formell die Existenz einer Kommune Metz anerkannte.

### Urbane Gewalt als Reichsstadt
Zwischen 1180 und 1210 wurde Metz Freie Reichsstadt, schuf sich ein Herrschaftsgebiet, das Pays Messin, stieg dadurch im 14. Jahrhundert zur flächengrößten Reichsstadt auf.

### Militärische Gewalt
Nach dem Vertrag von Chambord 1552 übte der König von Frankreich sein erworbenes Reichsvikariat über die Stadt durch die Zwischenschaltung eines Militärgouverneurs Gouverneur  der Trois-Évêchés, den er direkt vor Ort installierte, aus. Die Ankunft der Franzosen  setzte der geistlich bestimmten Periode ein Ende. Die neue Macht wandelte die vormals religiöse Stadt in ein militärisches Bollwerk gegen das Heilige Römische Reich deutscher Nation um.

## Bauhistorie
Die Umgestaltung der Place d’Armes wurde 1754 im Auftrag von Gouverneur Charles Louis Auguste Fouquet de Belle-Isle begonnen. Ludwig XV. verlangte die Schaffung eines Ortes, um den alle Gewalten repräsentiert waren. Der alte Platz wurde durch den Abriss von Stiftsgebäuden und dem Kreuzgang auf der linken Seite der Kathedrale vergrößert. Der Palast der Dreizehn (frz. Palais des Treize), Sitz des mittelalterlichen Magistrats gegenüber der Kathedrale wurde 1765 zerstört. Das Neue Rathaus wurde 1788 fertig gestellt.
Während der französischen Revolution, wurde der Platz im Jahre 1792 in Platz des Gesetzes (frz. Place de la Loi) umbenannt. Er wurde im Jahre 1806  Napoleon gewidmet und im Lauf der folgenden Jahre mehrmals umbenannt, je nach den aktuellen politischen Ereignissen. Umgangssprachlich wir er am häufigsten von den Menschen Rathausplatz (frz. Place de l’Hotel de Ville) genannt, nach einem kommunalen Erlass vom 1. Juli 1816 bestätigt. Zur Zeit der deutschen Verwaltung des Reichslands Elsaß-Lothringen wurde der funktionelle Name „Paradeplatz“ benutzt.

## Architektur

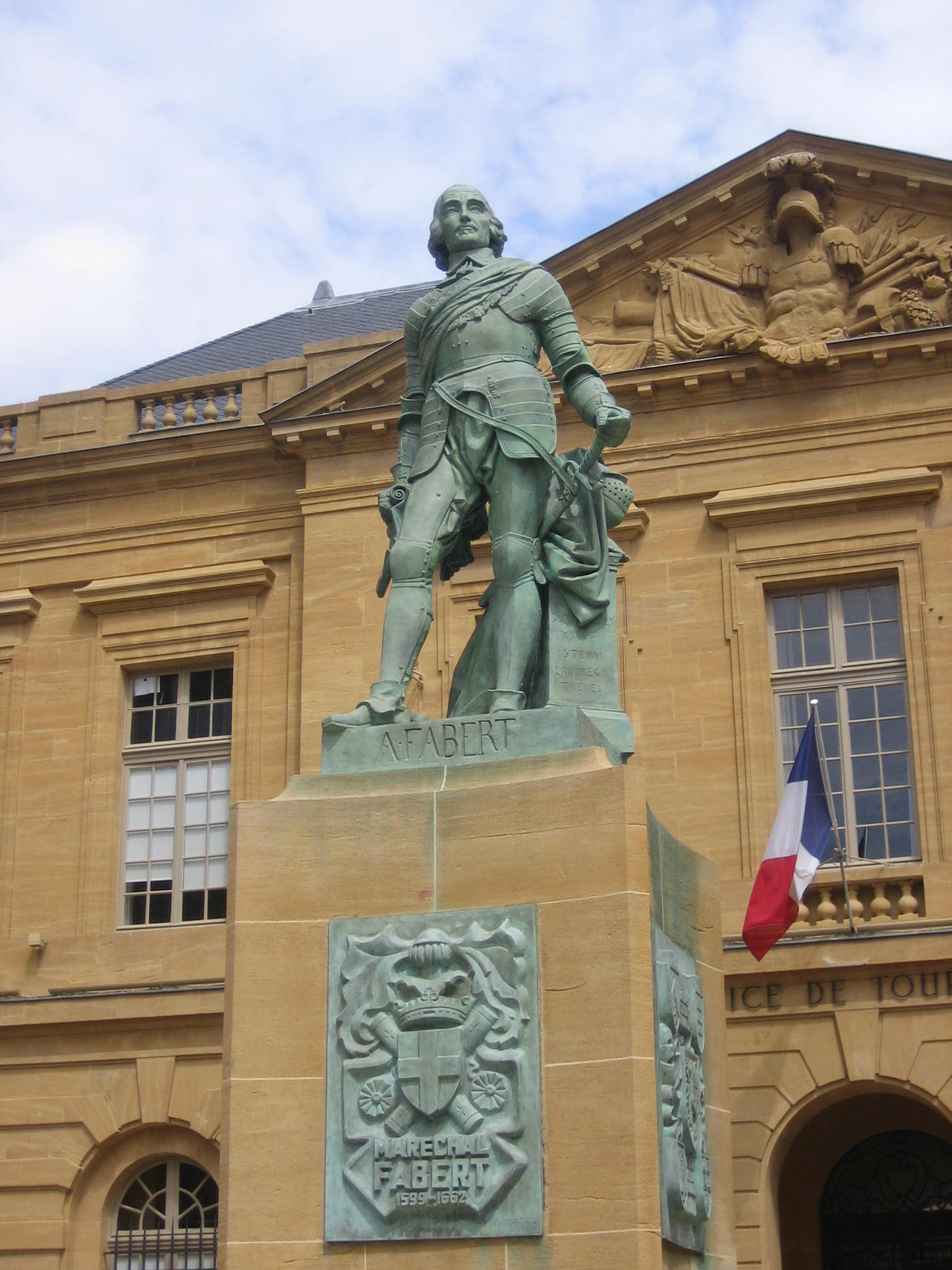
Bronzestatue des Maréchal Fabert, vor der Hauptwache

An der östlichen Längsseite des Platzes befindet sich das Hôtel de ville de Metz, das von Blondel erbaute Rathaus der Stadt. Die Fassade des Rathauses verläuft parallel zur Fassade des gotischen Kathedrale und war ursprünglich von einer niedrigen Galerie mit Arkaden flankiert, wodurch die ästhetische Einheit des Ortes hergestellt werden sollte.
Im Süden, hinter einer regelmäßigen Fassade, wurde die Errichtung eines Parlaments, als Emanation der Gerechtigkeit des Königs geplant. Letztendlich befanden sich Häuser und Geschäfte in der Galerie, die aufgrund der französischen Revolution anstelle des Parlaments eingerichtet wurden. Ein ähnliches Schicksal traf den Bischofspalast, der auf dem angrenzenden Platz unvollendet blieb. Die Place de la Cathédrale, heute Place Jean-Paul II, ist einer von drei Plätzen, die den Bebauungsplan Blondels ausmachen. Sie wird umfasst von einem Gebäude, das in eine gedeckte Markthalle umgewandelt wurde.
Auf der gegenüberliegenden Schmalseite befindet sich das am Giebel mit Trophäen geschmückte Hôtel du District. Es beherbergte die alte Hauptwache, die zentrale Militärwache der Stadt, heute „office de tourisme“.
Der Platz wurde im Jahr 1974 einer Restaurierung unterzogen, die in einer einfachen Reinigung bestand. Im Jahr 2007 wurden unter der Leitung des leitenden Architekten für Denkmalpflege der Monuments historiques Christophe Bottineau, die Fassaden des Rathauses und des office de tourisme komplett gereinigt und ein neues Beleuchtungssystem installiert. Dieses Beleuchtungsprojekt schloss auch die Bronzestatue des Marschalls von Frankreich Abraham de Fabert ein.